# 10665 Ortigão
10665 Ortigão è un asteroide della fascia principale. Scoperto nel 1977, presenta un'orbita caratterizzata da un semiasse maggiore pari a 2,7984264 UA e da un'eccentricità di 0,1580473, inclinata di 8,67749° rispetto all'eclittica.